# أريانيت فيراتي
أريانيت فيراتي (بالألمانية: Arianit Ferati) (7 سبتمبر 1997 بشتوتغارت في ألمانيا - ) هو لاعب كرة قدم ألماني في مركز الوسط. شارك مع منتخب ألمانيا تحت 16 سنة لكرة القدم ومنتخب ألمانيا تحت 17 سنة لكرة القدم ومنتخب ألمانيا لكرة القدم تحت 18 سنة ومنتخب ألمانيا تحت 19 سنة لكرة القدم. أما مع النوادي، فقد لعب مع نادي شتوتغارت وفي إف بي شتوتغارت الثاني.

## وصلات خارجية
- أريانيت فيراتي على موقع الاتحاد الأوربي (الإنجليزية)
- أريانيت فيراتي على موقع قاعدة بيانات كرة القدم.إي يو (الإنجليزية)
- أريانيت فيراتي على موقع Soccerway.com (الإنجليزية)
- أريانيت فيراتي على موقع عالم كرة القدم.نت (الإنجليزية)
- أريانيت فيراتي على موقع AS.com (الإسبانية)